# Association Sportive de Monaco Football Club 2022-2023
Questa voce raccoglie le informazioni riguardanti l'Association Sportive de Monaco Football Club nelle competizioni ufficiali della stagione 2022-2023.

## Stagione
La stagione 2022-2023 è stata la novantottesima nella storia del club e la sua sessantaquattresima nella massima divisione. Essa ha visto il Monaco partecipare alla Ligue 1, per la decima stagione consecutiva, e alla Coppa di Francia in ambito nazionale, e alla Champions League e all'Europa League in ambito europeo.
Il Monaco ha fatto il suo debutto nella Ligue 1 2022-2023 sul campo dello Strasburgo, vincendo 2-1. Seguono risultati misti, alternati tra sconfitte contro Lens (4-1), Troyes (4-2) e Lilla (4-3) e vittorie contro Olympique Lione (2-1) e Nantes (4-1). La sconfitta contro l'Olympique Marsiglia per 3-2 in trasferta è l'ultima partita prima della sosta ai mondiali in Qatar, e porta i monegaschi al momentaneo sesto posto, fuori dalla zona coppe europee.
In Coppa di Francia, viene eliminato ai trentaduesimi di finale dal Rodez, squadra di Ligue 2, pareggiando 2-2 e perdendo l'incontro 4-5 ai calci di rigore.
Il cammino europeo inizia in Champions League dai preliminari, dove vengono eliminati al terzo turno dagli olandesi del PSV, pareggiando l'andata e perdendo il ritorno dopo i supplementari. Questo risultato fa retrocedere i monegaschi alla fase a gironi dell'Europa League dove vengono sorteggiati con gli ungheresi del Ferencváros, i turchi del Trabzonspor e i serbi della Stella Rossa. La squadra conclude il girone al secondo posto dietro al Ferencváros (a parità punti, ovvero 10, segue un minor numero di gol segnati, 9 contro 8), dopo 3 vittorie, 1 pareggio e 2 sconfitte. Questo piazzamento gli permette di accedere agli spareggi, dove hanno affrontato i tedeschi del Bayer Leverkusen: vittoria in trasferta per 3-2 e sconfitta in casa con il medesimo punteggio, perdendo ai calci di rigori ed uscendo così dalla competizione.
Il 3 giugno, con la sconfitta interna per 2-1 contro il Tolosa, chiude il campionato al sesto posto. Il giorno seguente, visto il mancato accesso alle competizioni europee, la società decide di sollevare dall'incarico l'allenatore Philippe Clement.

## Divise e sponsor
Lo sponsor tecnico per la stagione 2022-2023 è Kappa, mentre lo sponsor ufficiale è eToro, società multinazionale di social trading e investimenti multi-asset che si occupa di fornire servizi finanziari e di copy trading. La prima maglia è fedele alla diagonale bianca e rossa solo sul davanti, calzoncini e calzettoni bianchi; la seconda maglia presenta una combinazione dei colori nero e grigio carbone, con calzoncini e calzettoni del medesimo colore. La terza maglia, invece, rappresenta una novità: per la prima volta nella storia del club viene adottato un colore viola chiaro, con una fantasia tono su tono sul davanti della maglia, riprendendo minuziosamente ed elegantemente i diamanti dello stemma del Principato, abbinati a sottili linee diagonali, con calzoncini e calzettoni del medesimo colore.
| Casa | Trasferta | Terza |

## Rosa
Rosa aggiornata al 2 aprile 2023.
| N. |                        | Ruolo | Calciatore                   |
| -- | ---------------------- | ----- | ---------------------------- |
| 2  | Brasile (bandiera)     | D     | Vanderson                    |
| 3  | Cile (bandiera)        | D     | Guillermo Maripán            |
| 4  | Mali (bandiera)        | C     | Mohamed Camara               |
| 5  | Francia (bandiera)     | D     | Benoît Badiashile            |
| 6  | Francia (bandiera)     | D     | Axel Disasi                  |
| 7  | Francia (bandiera)     | C     | Sofiane Diop                 |
| 9  | Paesi Bassi (bandiera) | A     | Myron Boadu                  |
| 10 | Francia (bandiera)     | A     | Wissam Ben Yedder (capitano) |
| 11 | Brasile (bandiera)     | C     | Jean Lucas                   |
| 12 | Brasile (bandiera)     | D     | Caio Henrique                |
| 14 | Germania (bandiera)    | A     | Ismail Jakobs                |
| 15 | Belgio (bandiera)      | C     | Eliot Matazo                 |
| 16 | Germania (bandiera)    | P     | Alexander Nübel              |
| 17 | Russia (bandiera)      | C     | Aleksandr Golovin            |
| 18 | Giappone (bandiera)    | A     | Takumi Minamino              |
| 19 | Francia (bandiera)     | C     | Youssouf Fofana              |
| 21 | Francia (bandiera)     | C     | Maghnes Akliouche            |

| N. |                        | Ruolo | Calciatore          |
| -- | ---------------------- | ----- | ------------------- |
| 23 | Francia (bandiera)     | D     | Malang Sarr         |
| 26 | Francia (bandiera)     | D     | Ruben Aguilar       |
| 27 | Senegal (bandiera)     | A     | Krépin Diatta       |
| 29 | Francia (bandiera)     | C     | Félix Lemaréchal    |
| 30 | Francia (bandiera)     | P     | Thomas Didillon     |
| 31 | Germania (bandiera)    | A     | Kevin Volland       |
| 34 | Francia (bandiera)     | D     | Chrislain Matsima   |
| 36 | Svizzera (bandiera)    | A     | Breel-Donald Embolo |
| 41 | Francia (bandiera)     | C     | Soungoutou Magassa  |
| 43 | Francia (bandiera)     | C     | Edan Diop           |
| 44 | Francia (bandiera)     | C     | Eliesse Ben Seghir  |
| 50 | Francia (bandiera)     | P     | Yann Liénard        |
| 52 | Paesi Bassi (bandiera) | C     | Anthony Musaba      |
| 53 | Francia (bandiera)     | A     | Willem Geubbels     |
| 77 | Portogallo (bandiera)  | C     | Gelson Martins      |
| 99 | Francia (bandiera)     | D     | Yllan Okou          |

## Calciomercato

### Sessione estiva(dal 1º/7 al 1º/9)
| Acquisti | Acquisti           | Acquisti            | Acquisti                         |
| R.       | Nome               | da                  | Modalità                         |
| -------- | ------------------ | ------------------- | -------------------------------- |
| P        | Thomas Didillon    | Cercle Bruges       | prestito                         |
| P        | Benjamin Lecomte   | Atlético Madrid     | fine prestito                    |
| P        | Alexander Nübel    | Bayern Monaco       | rinnovo prestito                 |
| D        | Antonio Barreca    | Lecce               | fine prestito                    |
| D        | Strahinja Pavlović | Basilea             | fine prestito                    |
| D        | Malang Sarr        | Chelsea             | prestito con diritto di riscatto |
| D        | Arthur Zagré       | Utrecht             | fine prestito                    |
| C        | Jean-Eudes Aholou  | Strasburgo          | fine prestito                    |
| C        | Mohamed Camara     | Salisburgo          | definitivo (15 mln €)            |
| C        | Takumi Minamino    | Liverpool           | definitivo (17,8 mln €)          |
| A        | Breel Embolo       | Borussia M'gladbach | definitivo (12,5 mln €)          |
| A        | Willem Geubbels    | Nantes              | fine prestito                    |
| A        | Anthony Musaba     | Heerenveen          | fine prestito                    |
| A        | Pietro Pellegri    | Torino              | fine prestito                    |

| Cessioni | Cessioni            | Cessioni      | Cessioni                         |
| R.       | Nome                | a             | Modalità                         |
| -------- | ------------------- | ------------- | -------------------------------- |
| P        | Benjamin Lecomte    | Espanyol      | prestito                         |
| P        | Radosław Majecki    | Cercle Bruges | prestito                         |
| D        | Antonio Barreca     |               | risoluzione contrattuale         |
| D        | Jean Marcelin       | Cercle Bruges | prestito                         |
| D        | Chrislain Matsima   | Lorient       | prestito con diritto di riscatto |
| D        | Strahinja Pavlović  | Salisburgo    | definitivo (7 mln €)             |
| D        | Arthur Zagré        | Utrecht       | prestito                         |
| C        | Jean-Eudes Aholou   | Strasburgo    | riscattato (3 mln €)             |
| C        | Sofiane Diop        | Nizza         | definitivo (22 mln €)            |
| C        | Cesc Fàbregas       | Como          | fine contratto                   |
| C        | Pelé                | Famalicão     | prestito                         |
| C        | Tiago Ribeiro       | Valencia      | prestito                         |
| C        | Aurélien Tchouaméni | Real Madrid   | definitivo (80 mln €)            |
| A        | Anthony Musaba      | Metz          | prestito con diritto di riscatto |
| A        | Pietro Pellegri     | Torino        | definitivo (5 mln €)             |

### Operazioni esterne(dal 2/9 al 1º/1)
| Acquisti | Acquisti | Acquisti | Acquisti |
| R.       | Nome     | da       | Modalità |
| -------- | -------- | -------- | -------- |

| Cessioni | Cessioni       | Cessioni  | Cessioni       |
| R.       | Nome           | a         | Modalità       |
| -------- | -------------- | --------- | -------------- |
| P        | Vito Mannone   | Lorient   | fine contratto |
| D        | Djibril Sidibé | AEK Atene | fine contratto |

### Sessione invernale(dal 2/1 al 31/1)
| Acquisti | Acquisti          | Acquisti | Acquisti             |
| R.       | Nome              | da       | Modalità             |
| -------- | ----------------- | -------- | -------------------- |
| P        | Benjamin Lecomte  | Espanyol | risoluzione prestito |
| D        | Chrislain Matsima | Lorient  | risoluzione prestito |
| D        | Arthur Zagré      | Utrecht  | risoluzione prestito |
| C        | Tiago Ribeiro     | Valencia | risoluzione prestito |
| A        | Anthony Musaba    | Metz     | risoluzione prestito |

| Cessioni | Cessioni          | Cessioni       | Cessioni              |
| R.       | Nome              | a              | Modalità              |
| -------- | ----------------- | -------------- | --------------------- |
| P        | Benjamin Lecomte  | Montpellier    | definitivo (3 mln €)  |
| D        | Benoît Badiashile | Chelsea        | definitivo (38 mln €) |
| D        | Arthur Zagré      | Excelsior      | risoluzione prestito  |
| C        | Félix Lemaréchal  | Brest          | prestito              |
| C        | Tiago Ribeiro     | Paços Ferreira | prestito              |
| A        | Willem Geubbels   | San Gallo      | definitivo            |
| A        | Anthony Musaba    | N.E.C.         | prestito              |

## Risultati

### Ligue 1

#### Girone di andata
| Arbitro: | Letexier (Ille-et-Vilaine) |

|            |           |                        |
| Diallo 65’ | Marcatori | 43’ Diatta 53’ S. Diop |

| Arbitro: | Pignard (Rodano-Alpi) |

|            |           |             |
| Embolo 72’ | Marcatori | 59’ Laborde |

| Arbitro: | Delajod (Rodano-Alpi) |

|                |           |                                                  |
| Badiashile 41’ | Marcatori | 7’ Openda 38’ Machado 55’ (rig.) Fofana 78’ Saïd |

| Arbitro: | Bastien (Lorena) |

|                   |           |             |
| Neymar 70’ (rig.) | Marcatori | 20’ Volland |

| Arbitro: | Buquet (Piccardia) |

|                        |           |                                                        |
| Maripán 10’ Fofana 63’ | Marcatori | 22’ (rig.) Tardieu 45+3’ Odobert 48’ Baldé 78’ Salmier |

| Arbitro: | Millot (Île-de-France) |

|  |           |            |
|  | Marcatori | 69’ Embolo |

| Arbitro: | Turpin (Borgogna) |

|                            |           |                 |
| Badiashile 55’ Maripán 63’ | Marcatori | 81’ Toko Ekambi |

| Arbitro: | Bollengier (Nord-Passo di Calais) |

|  |           |                                         |
|  | Marcatori | 47’ Golovin 87’ Minamino 90’ Ben Yedder |

| Arbitro: | Léonard (Lorena) |

|                                          |           |                          |
| Embolo 2’ Ben Yedder 6’, 28’, 62’ (rig.) | Marcatori | 80’ (aut.) Caio Henrique |

| Arbitro: | Millot (Île-de-France) |

|  |           |                        |
|  | Marcatori | 45+1’ Embolo 80’ Boadu |

| Arbitro: | Buquet (Piccardia) |

|            |           |            |
| Embolo 31’ | Marcatori | 53’ Andrić |

| Arbitro: | Delajod (Rodano-Alpi) |

|                                           |           |                                             |
| Alexsandro 22’ Cabella 39’, 62’ Bamba 71’ | Marcatori | 34’ Caio Henrique 44’ Disasi 53’ Ben Yedder |

| Arbitro: | Frappart (Île-de-France) |

|                        |           |  |
| Embolo 54’ Golovin 70’ | Marcatori |  |

| Arbitro: | Millot (Île-de-France) |

|  |           |                        |
|  | Marcatori | 46’ Golovin 60’ Embolo |

| Arbitro: | Bastien (Lorena) |

|                                   |           |                                          |
| Ben Yedder 45’ (rig.) Volland 72’ | Marcatori | 35’ Sánchez 83’ Veretout 90+8’ Kolašinac |

| Arbitro: | Bollengier (Nord-Passo di Calais) |

|                                    |           |                                             |
| Niang 30’ (rig.) Fofana 60’ (aut.) | Marcatori | 45+3’ (rig.) Ben Yedder 58’, 85’ Ben Seghir |

| Arbitro: | Stinat (Maine) |

|             |           |  |
| Golovin 55’ | Marcatori |  |

| Arbitro: | Brisard (Maine) |

|                        |           |                             |
| Ouattara 75’ Moffi 77’ | Marcatori | 61’ Embolo 90+3’ Ben Yedder |

| Arbitro: | Buquet (Piccardia) |

|                                                                     |           |             |
| Disasi 2’ Diatta 6’ Ben Yedder 21’, 28’, 35’ (rig.) Embolo 63’, 89’ | Marcatori | 11’ Belaïli |

#### Girone di ritorno
| Arbitro: | Pignard (Rodano-Alpi) |

|             |           |                     |
| Sánchez 47’ | Marcatori | 17’ (aut.) Veretout |

| Arbitro: | Wattellier (Linguadoca-Rossiglione) |

|                                      |           |                         |
| Ben Yedder 11’ Seghir 30’ Embolo 82’ | Marcatori | 68’ Abline 84’ da Costa |

| Arbitro: | Bollengier (Nord-Passo di Calais) |

|  |           |                       |
|  | Marcatori | 3’ Maripán 13’ Embolo |

| Arbitro: | Turpin (Borgogna) |

|                                  |           |                 |
| Golovin 4’ Ben Yedder 15’, 45+2’ | Marcatori | 81’ Zaïre-Emery |

| Arbitro: | El Hadj (Rodano-Alpi) |

|                |           |                       |
| Le Douaron 86’ | Marcatori | 39’ Golovin 73’ Boadu |

| Arbitro: | Bastien (Lorena) |

|  |           |                          |
|  | Marcatori | 8’, 26’ Moffi 43’ Thuram |

| Arbitro: | Frappart (Île-de-France) |

|                       |           |                     |
| Kouamé 31’ Ugbo 90+1’ | Marcatori | 81’, 84’ Ben Yedder |

| Arbitro: | Léonard (Lorena) |

|  |           |             |
|  | Marcatori | 50’ Balogun |

| Arbitro: | Stinat (Maine) |

|  |           |                           |
|  | Marcatori | 26’ Ben Yedder 83’ Diatta |

| Arbitro: | Delajod (Rodano-Alpi) |

|                                                          |           |                                             |
| Vanderson 22’ Ben Seghir 39’, 62’ E. Diop 71’ Fofana 71’ | Marcatori | 32’ Mothiba 41’ (aut.) Maripán 90+3’ Diallo |

| Arbitro: | Turpin (Borgogna) |

|                      |           |                       |
| Mohamed 65’ Blas 78’ | Marcatori | 21’ Disasi 30’ Matazo |

| Arbitro: | Dechepy (Piccardia) |

|                                    |           |          |
| Diatta 14’ Golovin 27’ Volland 55’ | Marcatori | 86’ Koné |

| Arbitro: | Letexier (Ille-et-Vilaine) |

|                              |           |  |
| Openda 9’, 16’ Thomasson 56’ | Marcatori |  |

| Arbitro: | Bollengier (Nord-Passo di Calais) |

|  |           |                                           |
|  | Marcatori | 28’, 72’ Nordin 65’ Maouassa 79’ Mavididi |

| Arbitro: | Stinat (Maine) |

|          |           |                       |
| Sima 63’ | Marcatori | 44’ Golovin 59’ Boadu |

| Fontvieille 14 maggio 2023, ore 17:05 CEST 35ª giornata | Monaco           | 0 – 0 referto | Lilla | Stadio Louis II (6 805 spett.)\| Arbitro: \| Bastien (Lorena) \| |
| Arbitro:                                                | Bastien (Lorena) |               |       |                                                                  |

| Arbitro: | Millot (Île-de-France) |

|                                       |           |                      |
| Lacazette 38’ Caqueret 57’ Cherki 78’ | Marcatori | 2’ (rig.) Ben Yedder |

| Arbitro: | Turpin (Borgogna) |

|                      |           |  |
| Majer 52’ Gouiri 73’ | Marcatori |  |

| Arbitro: | Frappart (Île-de-France) |

|                |           |                            |
| Ben Yedder 78’ | Marcatori | 78’ Aboukhlal 90+4’ Healey |

### Coppa di Francia

#### Fase a eliminazione diretta
| Arbitro: | Kherradji (Linguadoca-Rossiglione) |

|                                                            |                      |                                                 |
| Akliouche 23’ Ben Yedder 37’                               | Marcatori            | 42’ Mendes 80’ Abdennour                        |
| Ben Yedder Disasi Ben Seghir Caio Henrique Golovin Magassa | Tiri di rigore 4 – 5 | Abdennour Danger Corredor Senaya Depres Pembélé |

### UEFA Champions League

#### Fase di qualificazione
| Arbitro: | Massa |

|            |           |             |
| Disasi 80’ | Marcatori | 38’ Veerman |

| Arbitro: | Gil Manzano |

|                                        |           |                            |
| Veerman 21’ Gutiérrez 89’ De Jong 109’ | Marcatori | 58’ Maripán 70’ Ben Yedder |

### UEFA Europa League

#### Fase a gironi
| Arbitro: | Osmers |

|  |           |                   |
|  | Marcatori | 74’ (rig.) Embolo |

| Arbitro: | Eskås |

|  |           |            |
|  | Marcatori | 79’ Vécsei |

| Arbitro: | Kruashvili |

|                                         |           |               |
| Ben Yedder 14’, 45+2’ (rig.) Disasi 55’ | Marcatori | 72’ Bakasetas |

| Arbitro: | Kehlet |

|                                                   |           |  |
| Sarr 44’ (aut.) Hugo 48’ Bardhi 57’ Trézéguet 69’ | Marcatori |  |

| Arbitro: | Jorgji |

|                  |           |                |
| Zachariassen 83’ | Marcatori | 31’ Ben Yedder |

| Arbitro: | Gözübüyük |

|                                       |           |                  |
| Volland 5’, 27’, 87’ Rodić 50’ (aut.) | Marcatori | 54’ (rig.) Kanga |

#### Fase a eliminazione diretta
| Arbitro: | Grinfeld |

|                     |           |                                            |
| Diaby 48’ Wirtz 59’ | Marcatori | 9’ (aut.) Hrádecký 74’ Diatta 90+2’ Disasi |

| Arbitro: | Hernández Hernández |

|                                  |                      |                                   |
| Ben Yedder 19’ (rig.) Embolo 84’ | Marcatori            | 13’ Wirtz 21’ Palacios 58’ Adli   |
| Disasi Matazo Embolo Volland     | Tiri di rigore 3 – 5 | Azmoun Amiri Tapsoba Schick Diaby |

## Statistiche
Aggiornate al 3 giugno 2023.

### Statistiche di squadra
| Competizione          | Punti                   | In casa | In casa | In casa | In casa | In casa | In casa | In trasferta | In trasferta | In trasferta | In trasferta | In trasferta | In trasferta | Totale | Totale | Totale | Totale | Totale | Totale | DR  |
| Competizione          | Punti                   | G       | V       | N       | P       | Gf      | Gs      | G            | V            | N            | P            | Gf           | Gs           | G      | V      | N      | P      | Gf     | Gs     | DR  |
| --------------------- | ----------------------- | ------- | ------- | ------- | ------- | ------- | ------- | ------------ | ------------ | ------------ | ------------ | ------------ | ------------ | ------ | ------ | ------ | ------ | ------ | ------ | --- |
| Ligue 1               | 65                      | 19      | 9       | 3       | 7       | 37      | 33      | 19           | 10           | 5            | 4            | 33           | 25           | 38     | 19     | 8      | 11     | 70     | 58     | +12 |
| Coppa di Francia      | Trentaduesimi di finale | 1       | 0       | 1       | 0       | 2       | 2       | 0            | 0            | 0            | 0            | 0            | 0            | 1      | 0      | 1      | 0      | 2      | 2      | 0   |
| UEFA Champions League | Terzo turno preliminare | 1       | 0       | 1       | 0       | 2       | 2       | 1            | 0            | 0            | 1            | 2            | 3            | 2      | 0      | 1      | 1      | 4      | 5      | -1  |
| UEFA Europa League    | Spareggi                | 4       | 2       | 0       | 2       | 9       | 6       | 4            | 2            | 1            | 1            | 8            | 7            | 8      | 4      | 1      | 3      | 17     | 13     | +4  |
| Totale                | -                       | 25      | 11      | 5       | 9       | 50      | 43      | 24           | 12           | 6            | 6            | 43           | 35           | 49     | 23     | 11     | 15     | 93     | 78     | +15 |

### Andamento in campionato
| Giornata  | 1 | 2 | 3  | 4  | 5  | 6  | 7 | 8 | 9 | 10 | 11 | 12 | 13 | 14 | 15 | 16 | 17 | 18 | 19 | 20 | 21 | 22 | 23 | 24 | 25 | 26 | 27 | 28 | 29 | 30 | 31 | 32 | 33 | 34 | 35 | 36 | 37 | 38 |
| --------- | - | - | -- | -- | -- | -- | - | - | - | -- | -- | -- | -- | -- | -- | -- | -- | -- | -- | -- | -- | -- | -- | -- | -- | -- | -- | -- | -- | -- | -- | -- | -- | -- | -- | -- | -- | -- |
| Luogo     | T | C | C  | T  | C  | T  | C | T | C | T  | C  | T  | C  | T  | C  | T  | C  | T  | C  | T  | C  | T  | C  | T  | C  | T  | C  | T  | C  | T  | C  | T  | C  | T  | C  | T  | T  | C  |
| Risultato | V | N | P  | N  | P  | V  | V | V | V | V  | N  | P  | V  | V  | P  | V  | V  | N  | V  | N  | V  | V  | V  | V  | P  | N  | P  | V  | V  | N  | V  | P  | P  | V  | N  | P  | P  | P  |
| Posizione | 6 | 6 | 11 | 12 | 16 | 10 | 7 | 5 | 5 | 5  | 6  | 7  | 6  | 5  | 6  | 5  | 5  | 5  | 4  | 4  | 4  | 4  | 3  | 3  | 3  | 3  | 4  | 4  | 4  | 4  | 4  | 4  | 4  | 4  | 4  | 4  | 6  | 6  |

Fonte:  Evoluzione classifica Ligue 1 22/23, su transfermarkt.it, Transfermarkt.
Legenda:

Luogo: C = Casa; T = Trasferta. Risultato: V = Vittoria; N = Pareggio; P = Sconfitta.

### Statistiche dei giocatori
Sono in corsivo i calciatori che hanno lasciato la società a stagione in corso.
| Giocatore     | Ligue 1  | Ligue 1 | Ligue 1     | Ligue 1    | Coppa di Francia | Coppa di Francia | Coppa di Francia | Coppa di Francia | UEFA Champions League | UEFA Champions League | UEFA Champions League | UEFA Champions League | UEFA Europa League | UEFA Europa League | UEFA Europa League | UEFA Europa League | Totale   | Totale | Totale      | Totale     |
| Giocatore     | Presenze | Reti    | Ammonizioni | Espulsioni | Presenze         | Reti             | Ammonizioni      | Espulsioni       | Presenze              | Reti                  | Ammonizioni           | Espulsioni            | Presenze           | Reti               | Ammonizioni        | Espulsioni         | Presenze | Reti   | Ammonizioni | Espulsioni |
| ------------- | -------- | ------- | ----------- | ---------- | ---------------- | ---------------- | ---------------- | ---------------- | --------------------- | --------------------- | --------------------- | --------------------- | ------------------ | ------------------ | ------------------ | ------------------ | -------- | ------ | ----------- | ---------- |
| R. Aguilar    | 20       | 0       | 3           | 0          | 1                | 0                | 0                | 0                | 0                     | 0                     | 0                     | 0                     | 2                  | 0                  | 0                  | 0                  | 23       | 0      | 3           | 0          |
| M. Akliouche  | 11       | 0       | 3           | 0          | 1                | 1                | 0                | 0                | 0                     | 0                     | 0                     | 0                     | 1                  | 0                  | 0                  | 0                  | 13       | 1      | 3           | 0          |
| B. Badiashile | 11       | 2       | 3           | 0          | 0                | 0                | 0                | 0                | 0                     | 0                     | 0                     | 0                     | 5                  | 0                  | 2                  | 0                  | 16       | 2      | 5           | 0          |
| E. Ben Seghir | 19       | 4       | 1           | 0          | 1                | 0                | 0                | 0                | 0                     | 0                     | 0                     | 0                     | 3                  | 0                  | 0                  | 0                  | 23       | 4      | 1           | 0          |
| W. Ben Yedder | 32       | 19      | 4           | 0          | 1                | 1                | 0                | 0                | 2                     | 1                     | 0                     | 0                     | 8                  | 4                  | 0                  | 0                  | 43       | 25     | 4           | 0          |
| M. Boadu      | 12       | 3       | 0           | 0          | 0                | 0                | 0                | 0                | 0                     | 0                     | 0                     | 0                     | 4                  | 0                  | 0                  | 0                  | 16       | 3      | 0           | 0          |
| Caio Henrique | 35       | 1       | 3           | 0          | 1                | 0                | 0                | 0                | 1                     | 0                     | 0                     | 0                     | 8                  | 0                  | 1                  | 0                  | 45       | 1      | 4           | 0          |
| M. Camara     | 29       | 0       | 6           | 0          | 0                | 0                | 0                | 0                | 0                     | 0                     | 0                     | 0                     | 8                  | 0                  | 2                  | 0                  | 37       | 0      | 8           | 0          |
| K. Diatta     | 31       | 4       | 3           | 0          | 1                | 0                | 0                | 0                | 2                     | 0                     | 0                     | 0                     | 8                  | 1                  | 2                  | 0                  | 42       | 5      | 5           | 0          |
| T. Didillon   | 0        | 0       | 0           | 0          | 1                | -2               | 0                | 0                | 0                     | 0                     | 0                     | 0                     | 0                  | 0                  | 0                  | 0                  | 1        | -2     | 0           | 0          |
| E. Diop       | 7        | 1       | 0           | 0          | 0                | 0                | 0                | 0                | 0                     | 0                     | 0                     | 0                     | 1                  | 0                  | 0                  | 0                  | 8        | 1      | 0           | 0          |
| S. Diop       | 1        | 1       | 0           | 0          | 0                | 0                | 0                | 0                | 2                     | 0                     | 0                     | 0                     | -                  | -                  | -                  | -                  | 3        | 1      | 0           | 0          |
| A. Disasi     | 38       | 3       | 3           | 0          | 1                | 0                | 0                | 0                | 2                     | 1                     | 0                     | 0                     | 8                  | 2                  | 0                  | 0                  | 49       | 6      | 3           | 0          |
| B. Embolo     | 32       | 12      | 3           | 0          | 0                | 0                | 0                | 0                | 2                     | 0                     | 0                     | 0                     | 8                  | 2                  | 1                  | 0                  | 42       | 14     | 4           | 0          |
| Y. Fofana     | 36       | 2       | 1           | 2          | 1                | 0                | 0                | 0                | 2                     | 0                     | 0                     | 0                     | 8                  | 0                  | 2                  | 0                  | 47       | 2      | 3           | 2          |
| A. Golovin    | 34       | 8       | 5           | 0          | 1                | 0                | 0                | 0                | 2                     | 0                     | 1                     | 0                     | 8                  | 0                  | 1                  | 0                  | 45       | 8      | 7           | 0          |
| I. Jakobs     | 32       | 0       | 3           | 0          | 1                | 0                | 0                | 0                | 2                     | 0                     | 1                     | 0                     | 6                  | 0                  | 1                  | 0                  | 41       | 0      | 5           | 0          |
| Jean Lucas    | 6        | 0       | 0           | 0          | 0                | 0                | 0                | 0                | 1                     | 0                     | 0                     | 0                     | 3                  | 0                  | 0                  | 0                  | 10       | 0      | 0           | 0          |
| Y. Liénard    | -        | -       | -           | -          | -                | -                | -                | -                | 0                     | 0                     | 0                     | 0                     | 0                  | 0                  | 0                  | 0                  | 0        | 0      | 0           | 0          |
| F. Lemaréchal | 0        | 0       | 0           | 0          | 0                | 0                | 0                | 0                | 0                     | 0                     | 0                     | 0                     | 0                  | 0                  | 0                  | 0                  | 0        | 0      | 0           | 0          |
| S. Magassa    | 2        | 0       | 0           | 0          | 1                | 0                | 1                | 0                | 0                     | 0                     | 0                     | 0                     | 0                  | 0                  | 0                  | 0                  | 3        | 0      | 1           | 0          |
| G. Maripán    | 26       | 3       | 4           | 1          | 0                | 0                | 0                | 0                | 2                     | 1                     | 1                     | 0                     | 5                  | 0                  | 2                  | 0                  | 33       | 4      | 7           | 1          |
| G. Martins    | 11       | 0       | 0           | 0          | 1                | 0                | 0                | 0                | 2                     | 0                     | 0                     | 0                     | 1                  | 0                  | 0                  | 0                  | 15       | 0      | 0           | 0          |
| E. Matazo     | 23       | 0       | 2           | 0          | 1                | 0                | 0                | 0                | 2                     | 0                     | 2                     | 0                     | 3                  | 0                  | 0                  | 0                  | 29       | 0      | 4           | 0          |
| C. Matsima    | 14       | 0       | 0           | 0          | 1                | 0                | 0                | 0                | 0                     | 0                     | 0                     | 0                     | 2                  | 0                  | 0                  | 0                  | 17       | 0      | 0           | 0          |
| T. Minamino   | 18       | 1       | 2           | 0          | 1                | 0                | 0                | 0                | 2                     | 0                     | 0                     | 0                     | 4                  | 0                  | 1                  | 0                  | 25       | 1      | 3           | 0          |
| A. Nübel      | 38       | -58     | 1           | 0          | 0                | 0                | 0                | 0                | 2                     | -4                    | 0                     | 0                     | 8                  | -13                | 1                  | 0                  | 48       | -75    | 2           | 0          |
| Y. Okou       | 0        | 0       | 0           | 0          | 0                | 0                | 0                | 0                | 0                     | 0                     | 0                     | 0                     | 0                  | 0                  | 0                  | 0                  | 0        | 0      | 0           | 0          |
| M. Sarr       | 13       | 0       | 3           | 0          | 1                | 0                | 0                | 0                | 0                     | 0                     | 0                     | 0                     | 3                  | 0                  | 0                  | 0                  | 17       | 0      | 3           | 0          |
| Vanderson     | 31       | 1       | 2           | 0          | 0                | 0                | 0                | 0                | 2                     | 0                     | 1                     | 0                     | 6                  | 0                  | 1                  | 0                  | 39       | 1      | 4           | 0          |
| K. Volland    | 17       | 3       | 1           | 0          | 0                | 0                | 0                | 0                | 2                     | 0                     | 0                     | 0                     | 5                  | 3                  | 0                  | 0                  | 24       | 6      | 1           | 0          |